# Tetraodon cutcutia
Tetraodon cutcutia és una espècie de peix de la família dels tetraodòntids i de l'ordre dels tetraodontiformes.

## Morfologia
- Els mascles poden assolir 15 cm de longitud total.[4][5]

## Hàbitat
És un peix de clima tropical (24 °C-28 °C) i demersal.

## Distribució geogràfica
Es troba a Àsia: conca del riu Mekong i, també, l'Índia, Bangladesh, Sri Lanka, Myanmar i Malàisia.

## Observacions
És inofensiu per als humans.